# سينارة تنوبية
سينارة تنوبية (الاسم العلمي: Cinara piceae) هي نوع من الحشرات يتبع جنس السينارة من الفصيلة المنية.